# Kozí hřbet
Kozí hřbet (historyczna nazwa niem. Ziegenrücken) – szczyt o wysokości 1041 m n.p.m. (podawana jest też wysokość 1039 m n.p.m.  lub 1040,0 m n.p.m. ), w paśmie górskim Wysokiego Jesionika (cz. Hrubý Jeseník), w północno-wschodnich Czechach, w Sudetach Wschodnich, na Morawach, na granicy gmin Loučná nad Desnou i Vernířovice, oddalony o około 7,5 km na południowy zachód od szczytu góry Pradziad (cz. Praděd). Rozległość szczytu wraz ze stokami (powierzchnia stoków) szacowana jest na około 1,4 km², a średnie nachylenie wszystkich stoków wynosi około 18°.

## Charakterystyka
Kozí hřbet z uwagi na nieprzekraczającą minimalną wysokość pomiędzy szczytem i najniższym punktem przełęczy (minimalna deniwelacja względna) w kierunku góry Mravenečník (min. 5 m) nie jest przez niektórych autorów zaliczony jako odrębna góra. Traktowany raczej jako wydłużenie stoku góry Mravenečník.

### Lokalizacja

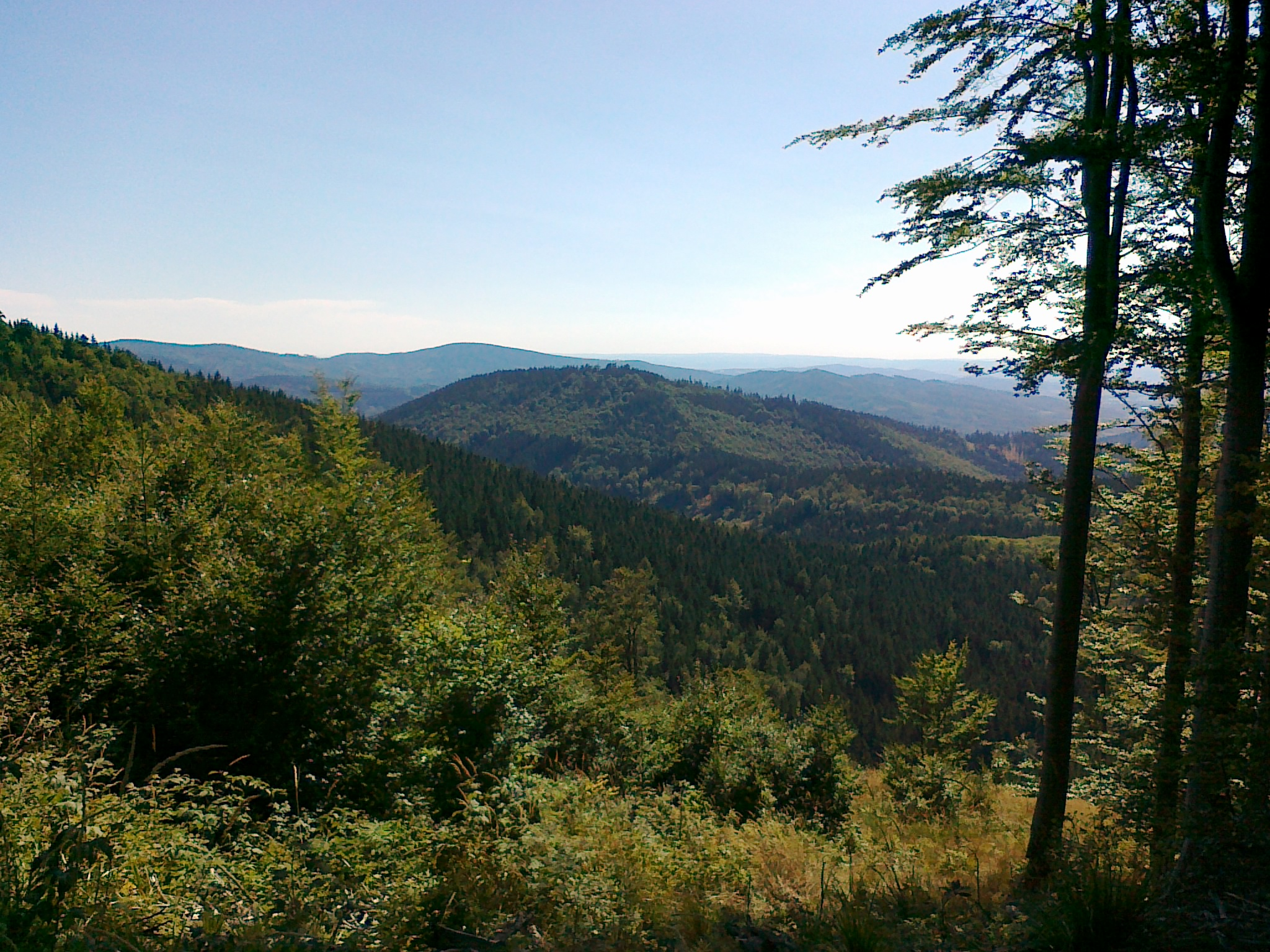
Widok ze stoku góry Čepel na górę Rudná hora (na pierwszym planie), z lewej stok Kozí hřbet (2018 rok)

Szczyt Kozí hřbet położony jest w południowo-zachodnim rejonie całego pasma Wysokiego Jesionika, leżący w części Wysokiego Jesionika, w zachodnim obszarze (mikroregionu) o nazwie Masyw Pradziada (cz. Pradědská hornatina), na łukowatym grzbiecie bocznym góry Dlouhé stráně, ciągnącym się od góry Hubertka do przełęczy Vlčí sedlo w łańcuchu szczytów (Hubertka → Velká Jezerná → Malá Jezerná → Vřesník → Dlouhé stráně → Mravenečník → Kozí hřbet → Kozí hřbet–JZ). Kozí hřbet jest praktycznie bardzo słabo rozpoznawalny. Z biegnącej w niewielkiej odległości od niego drogi krajowej nr 44 Jesionik (cz. Jeseník) – Šumperk jest słabo widoczny, przysłonięty przez inne góry lub mylony z bardziej charakterystycznym czepcem pobliskiej góry Čepel. Ze stoku góry Čepel z uwagi na zalesienie można dostrzec jedynie jej stok. Z miejscowości Loučná nad Desnou jest przysłonięty przez górę Čepel, natomiast niewidoczny (z uwagi na wypukłość kopuły szczytowej), ze szczytu góry Mravenečník. Jest szczytem niewidocznym z drogi okalającej połać szczytową góry Pradziad, bo przysłonięty górą Vřesník, a z innego charakterystycznego punktu widokowego – z drogi okalającej szczyt góry Dlouhé stráně, również niewidoczny, bo przysłonięty górą Mravenečník. 
Szczyt wraz ze stokami ograniczają: od północnego wschodu mało wybitna przełęcz o wysokości 1038 m n.p.m. w kierunku szczytu Mravenečník, od południowego wschodu dolina potoku o nazwie Kamenitý potok, od południowego zachodu przełęcz Vlčí sedlo i dolina nienazwanego potoku, będącego dopływem potoku Kamenitý potok oraz od północnego zachodu dolina innego nienazwanego potoku będącego dopływem potoku Tříramenný potok. W otoczeniu szczytu Kozí hřbet znajdują się następujące szczyty: od północnego wschodu Kamenec (1), Mravenečník, Dlouhé stráně i Vřesník, od południowego wschodu Homole–SV, Homole, Jestřábí vrch, Jestřábí vrch–JZ, od południa Nad myslivnou, od południowego zachodu Rudná hora, Lysá hora, Kluč–JV i Kluč oraz od północnego zachodu Kocián i Čepel.

### Szczyt główny
Na szczyt nie prowadzi żaden znakowany szlak turystyczny. Przez połać szczytową przebiega główna droga grzbietowa biegnąca od niebieskiego szlaku rowerowego  początkowo jako ścieżka oraz dalej również jako ścieżka do szczytu góry Mravenečník. Szczyt położony jest wśród zalesienia lasem liściastym oraz pokryty trawą wysokogórską. Z uwagi na zalesienie nie jest on punktem widokowym. Na połaci szczytowej znajduje się punkt geodezyjny, oznaczony na mapach geodezyjnych numerem (30.), o wysokości 1039,39 m n.p.m. oraz współrzędnych geograficznych (50°03′44,13″N 17°07′51,35″E/50,062258 17,130931), oddalony o około 6 m na północ od szczytu. Państwowy urząd geodezyjny o nazwie (cz. Český úřad zeměměřický a katastrální (CÚZK)) w Pradze podaje jako najwyższy punkt – szczyt – o wysokości 1040,7 m n.p.m. i współrzędnych geograficznych (50°03′43,9″N 17°07′51,9″E/50,062194 17,131083)
Dojście do szczytu następuje z białego szlaku rowerowego  (w pobliżu skrzyżowania turystycznego o nazwie (cz. Margareta (lov. ch.))), z podaną na tablicy informacyjnej wysokością 1055 m, od którego biegnie droga grzbietowa, którą należy przejść odcinek o długości około 130 m, przechodząc w pobliżu chaty o nazwie (cz. Margaretka) dochodząc w ten sposób do połaci szczytowej.

### Szczyt drugorzędny
Kozí hřbet poza szczytem głównym ma również szczyt drugorzędny. W odległości około 990 m na południowy zachód od szczytu głównego można wyróżnić szczyt drugorzędny określony jako Kozí hřbet–JZ o wysokości 804 m n.p.m. i współrzędnych geograficznych (50°03′31,3″N 17°07′05,9″E/50,058694 17,118306), oddzielony od szczytu głównego mało wybitną przełęczą o wysokości 800 m n.p.m.. Znajduje on się wśród gęstego zalesienia lasu mieszanego. Z powodu zalesienia nie jest on punktem widokowym, nie umieszczono na nim również punktu geodezyjnego. 

### Stoki
W obrębie szczytu można wyróżnić cztery następujące zasadnicze stoki:
- południowo-wschodni
- południowy o nazwie Za myslivnou
- południowo-zachodni o nazwie Na kopřivné
- zachodni

Występują tu wszystkie typy zalesienia: bór świerkowy, las mieszany oraz las liściasty, przy czym dominuje zalesienie gęstym lasem mieszanym. Na wszystkich stokach poza lasem mieszanym występują niewielkie obszary boru świerkowego oraz również znaczne połacie lasu liściastego, a u podnóża stoku południowego przy osadzie Sedmidvory pojawiają się nawet łąki. Na stokach brak jest większych polan czy przecinek. Przez wszystkie stoki oprócz południowo-wschodniego przechodzi postawiony płot odgradzający działkę leśną o nazwie Obora Loučná o całkowitym areale około 1000 ha, z uwagi na żerowisko i obwód łowiecki jelenia szlachetnego. Jest to największa w powiecie ołomunieckim działka pod patronatem organizacji o nazwie Lesý ČR skupiska tego gatunku. Na stokach brak jest większych skalisk lub grup skalnych.
Stoki mają stosunkowo jednolite, miejscami strome i zróżnicowane nachylenia. Średnie nachylenie stoków waha się bowiem od 13° (stok południowy) do 32° (stok zachodni). Średnie nachylenie wszystkich stoków góry (średnia ważona nachyleń stoków) wynosi około 18°. Maksymalne średnie nachylenie stoku zachodniego, na wysokościach około 900 m n.p.m., na odcinku 50 m nie przekracza 40°. Stoki pokryte są siecią dróg oraz nielicznymi na ogół nieoznakowanymi ścieżkami. Przemierzając je zaleca się korzystanie ze szczegółowych map, z uwagi na zawiłości ich przebiegu, zalesienie oraz zorientowanie w terenie. 

### Geologia
Pod względem geologicznym Kozí hřbet ze stokami należy do jednostki określanej jako kopuła Desny i zbudowany jest ze skał metamorficznych, głównie: gnejsów (biotytów, muskowitów), fyllonitów, porfiroidów, migmatytów i amfibolitów.

### Wody
Grzbiet główny (grzebień) góry Pradziad, biegnący od przełęczy Skřítek do przełęczy Červenohorské sedlo oraz dalej do przełęczy Ramzovskiej (cz. Ramzovské sedlo) jest częścią granicy Wielkiego Europejskiego Działu Wodnego, dzielącej zlewiska Morza Bałtyckiego i Morza Czarnego . 
Szczyt wraz ze stokami położony jest na północny zachód od tej granicy, należy więc do zlewni Morza Czarnego, do którego płyną wody m.in. z dorzecza Dunaju, będącego przedłużeniem płynących z tej części Wysokiego Jesionika górskich potoków (m.in. płynących w pobliżu potoków o nazwie Kamenitý potok czy Tříramenný potok). Ze stoków nie płyną żadne potoki, będące dopływami wspomnianych wcześniej potoków Kamenitý potok i Tříramenný potok. W obrębie stoków nie występują m.in. wodospady czy kaskady.

## Ochrona przyrody
Szczyt ze stokami znajduje się w obrębie wydzielonego obszaru objętego ochroną o nazwie Obszar Chronionego Krajobrazu Jesioniki (cz. Chráněná krajinná oblast (CHKO) Jeseníky), a utworzonego w celu ochrony utworów skalnych, ziemnych i roślinnych oraz rzadkich gatunków zwierząt. Na stokach nie utworzono żadnych rezerwatów przyrody lub innych obiektów nazwanych pomnikami przyrody. Ponadto na stokach nie wytyczono żadnych ścieżek dydaktycznych. 

## Turystyka
W obrębie szczytu i stoków nie ma żadnego schroniska turystycznego lub hotelu górskiego. Do najbliższej miejscowości Loučná nad Desnou z bazą hoteli i pensjonatów jest od szczytu około 3 km w kierunku północno-zachodnim. Ponadto do osady Sedmidvory jest od szczytu około 1,7 km w kierunku południowym. Nieco dalej, bo około 3,4 km od szczytu w kierunku południowym jest do miejscowości Vernířovice z bazą pensjonatów.
Kluczowym punktem turystycznym jest oddalone o około 1,7 km na południowy zachód od szczytu skrzyżowanie turystyczne (cz. Sedmidvory (Brněnka)) z podaną na tablicy informacyjnej wysokością 611 m, przez które przechodzą dwa szlaki rowerowe, trasa narciarstwa biegowego oraz przy którym znajduje się parking oraz pensjonat o nazwie Chata Brněnka. 

### Szlaki turystyczne, rowerowe oraz trasy narciarskie
Kozí hřbet jest miejscem na którym Klub Czeskich Turystów (cz. Klub Českých Turistů) nie zdecydował się na wytyczenie jakiegokolwiek szlaku turystycznego.
Przez stoki poprowadzono trzy szlaki rowerowe na trasach:
 Pod Ztracenými kameny – góra Pecný – góra Špičák – góra Jestřábí vrch – przełęcz Branka – góra Homole – góra Vřesník – góra Dlouhé stráně – góra Mravenečník – Kozí hřbet – góra Čepel – Uhlířská cesta
 U Bochnerovy boudy – Pec – Ztracené kameny – Ztracené skály – Klepáčov – dolina potoku Ztracený potok – Vernířovice – dolina potoku Kamenitý potok – Sedmidvory – góra Rudná hora – przełęcz Vlčí sedlo – góra Čepel – Pod Vlčím sedlem
 Rozsocha – góra Dlouhé stráně – dolina potoku Kamenitý potok – Sedmidvory (Brněnka)
W okresach ośnieżenia wzdłuż niebieskiego i białego szlaku rowerowego, można skorzystać z wyznaczonych tras narciarstwa biegowego. W obrębie stoków i szczytu nie poprowadzono żadnej trasy narciarstwa zjazdowego.